# William Dobell

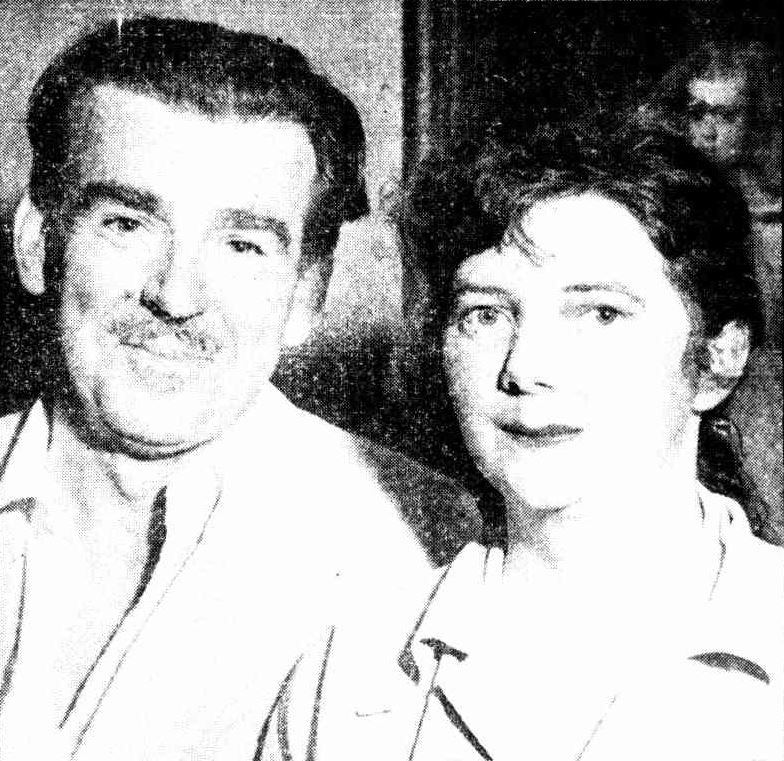
William Dobell mit Margaret Olley, 1949.

Sir William Dobell (* 24. September 1899 in Newcastle, New South Wales; † 13. Mai 1970 in Lake Macquarie, New South Wales) war ein australischer Künstler. Er tat sich dabei besonders als Maler und Bildhauer hervor.

## Leben
William Dobell wurde in Cooks Hill, einem Arbeiterviertel von Newcastle, als jüngstes von sieben Kindern geboren. Sein Vater war Fliesenleger. In der Familie gab es vorher niemanden mit künstlerischer Begabung. Dennoch wurde Dobells künstlerisches Talent früh erkannt.
Im Jahre 1916 begann er eine Ausbildung bei einem örtlichen Architekten. Nach Abschluss der Ausbildung ging er 1924 als Bauzeichner nach Sydney, wo er bis 1929 Abendkurse in Kunst an der Julian Ashton's School belegte. Während dieser Zeit wurde er stark von dem Künstler George Lambert beeinflusst.
Im Jahr 1929 erhielt er ein Stipendium der Society of Artists, welches ihm ermöglichte, an der Slade School of Art in London, England unter Anleitung der Künstler Wilson Steer, Henry Tonks und William Orpen zu studieren. 1930 gewann er dort den ersten Preis für figürliches Malen.
In den kommenden Jahren bereiste er Europa, bevor er 1939 nach Sydney, Australien, zurückkehrte. Hier nahm er zunächst eine Teilzeittätigkeit als Lehrer am East Sydney Technical College auf, bevor er 1941 für das Civil Construction Corps of the Allied Works Council als Maler für Attrappen und Tarneinrichtungen eingezogen wurde. Später wurde er offiziell zum Kriegsmaler berufen.
Im Jahre 1943 schaffte er mit dem Gewinn des wohl bedeutendsten australischen Kunstpreises, des Archibald Prize, seinen künstlerischen Durchbruch. Die erste Einzelausstellung seiner Werke fand im folgenden Jahr als Eröffnungsausstellung der David Jones' Art Gallery statt. Gleichwohl sei erwähnt, dass der einsetzende Ruhm William Dobell mehr geschadet als genutzt hat.
1949 besuchte er zusammen mit den Schriftstellern Frank Clame und Colin Simpson als Gast von Sir Edward Hallstrom Neuguinea. Diese Reise inspirierte ihn zu einer Serie kleiner, exzellent ausgemalter Landschaftsbilder.
In den Jahren 1960 bis 1963 wurde er vom US-amerikanischen Nachrichtenmagazin TIME beauftragt, je Jahr jeweils ein Porträt für den Abdruck auf deren Titelseite zu malen. Die porträtierten Persönlichkeiten waren der Premierminister Australiens Robert Menzies, der Präsident Südvietnams Ngô Đình Diệm, der Vorstandsvorsitzende von General Motors Frederick G. Donner sowie der Premierminister Malaysias, Tunku Abdul Rahman Putra.
Eine bedeutende Retrospektive seines Werkes wurde 1964 in der Art Gallery of New South Wales gezeigt. Gleichzeitig erschien eine erste von James Gleeson verfasste Monografie.
Er starb am 13. Mai 1970 in seinem Haus in Lake Macquarie. Knapp ein Jahr später wurde am 19. Januar 1971 die Sir William Dobell Art Foundation ins Leben gerufen, auf welche die gesamten Vermögenswerte des Künstlers übertragen wurden.

## Auszeichnungen und Ehrungen
Im Jahre 1943 gewann er mit Joshua Smiths Porträt „Portrait of an artist“ den Archibald Prize. Diese Vergabeentscheidung wurde gerichtlich von zwei unberücksichtigten Künstlern (Mary Edwell-Burke und Joseph Wolinski) mit der Begründung angefochten, das Gemälde habe mehr den Charakter einer Karikatur denn den eines Porträts. Obschon die Preisvergabe 1944 bestätigt wurde, hinterließ diese Episode bei William Dobell einen hohen Grad an emotionaler Verstörung, so dass er sich 1945 nach Lake Macquarie zurückzog. Dort begann er Landschaftsbilder zu malen.
Im Jahre 1948 war William Dobell besonders erfolgreich. Er gewann nicht nur mit dem Gemälde "Margaret Olley" den Archibald Prize zum zweiten Mal, sondern mit dem Gemälde „Storm Approaching, Wangi“ zusätzlich auch den ähnlich bedeutenden Wynne-Preis.
Den Archibald Prize gewann er 1959 schließlich zum dritten Mal für das Porträt seines Arztes "Dr E. G. MacMahon".
1965 wurde er als Officer in den Order of the British Empire aufgenommen und wurde 1966 als Knight Bachelor in den Ritterstand erhoben.

## Einschätzung
William Dobells Malstil ist einzigartig hinsichtlich seiner Art, sich dem Charakter des jeweils Porträtierten exakt anzupassen. Diese chamäleonartige Fähigkeit variiert dabei im Stil vom Impressionismus bis zum Expressionismus.

Gestaltungselement nach dem Porträt „Dame Mary Gilmore“ (zentrum hinten).

Was für seine Arbeit so typisch ist, sind sowohl Weiterdehnung wie auch Dramatisierung der Wesenseigenschaften seiner Modelle. Dies führt wie im Falle des „Portrait of an artist“ dazu, sein Werk als eine Art Karikatur einschätzen zu können. Er war fähig in seinen Porträts eine in einem Moment scharfe Objektivität zu zeigen, unterdessen im nächsten Moment eine satirische und düstere Sichtweise in Erscheinung tritt.
William Dobell war unbestritten einer von Australiens talentiertesten wie erfolgreichsten Porträtmaler.
Sein Werk umfasst Porträts, Figuren und Landschaftsbilder. Vieles davon wird unter anderem in den Ausstellungen der Newcastle Region Art Gallery, der Art Gallery of New South Wales oder der National Gallery of Australia gezeigt.
Eine Anmutung nach seinem Gemälde „Dame Mary Gilmore“ ziert als Gestaltungselement die Rückseite der aktuell im Umlauf befindlichen 10 AUD-Banknoten.